# Těchonín
Těchonín – gmina w Czechach, w powiecie Uście nad Orlicą, w kraju pardubickim. Według danych z dnia 1 stycznia 2013 liczyła 599 mieszkańców.